# St. Mariä Himmelfahrt (Hückeswagen)

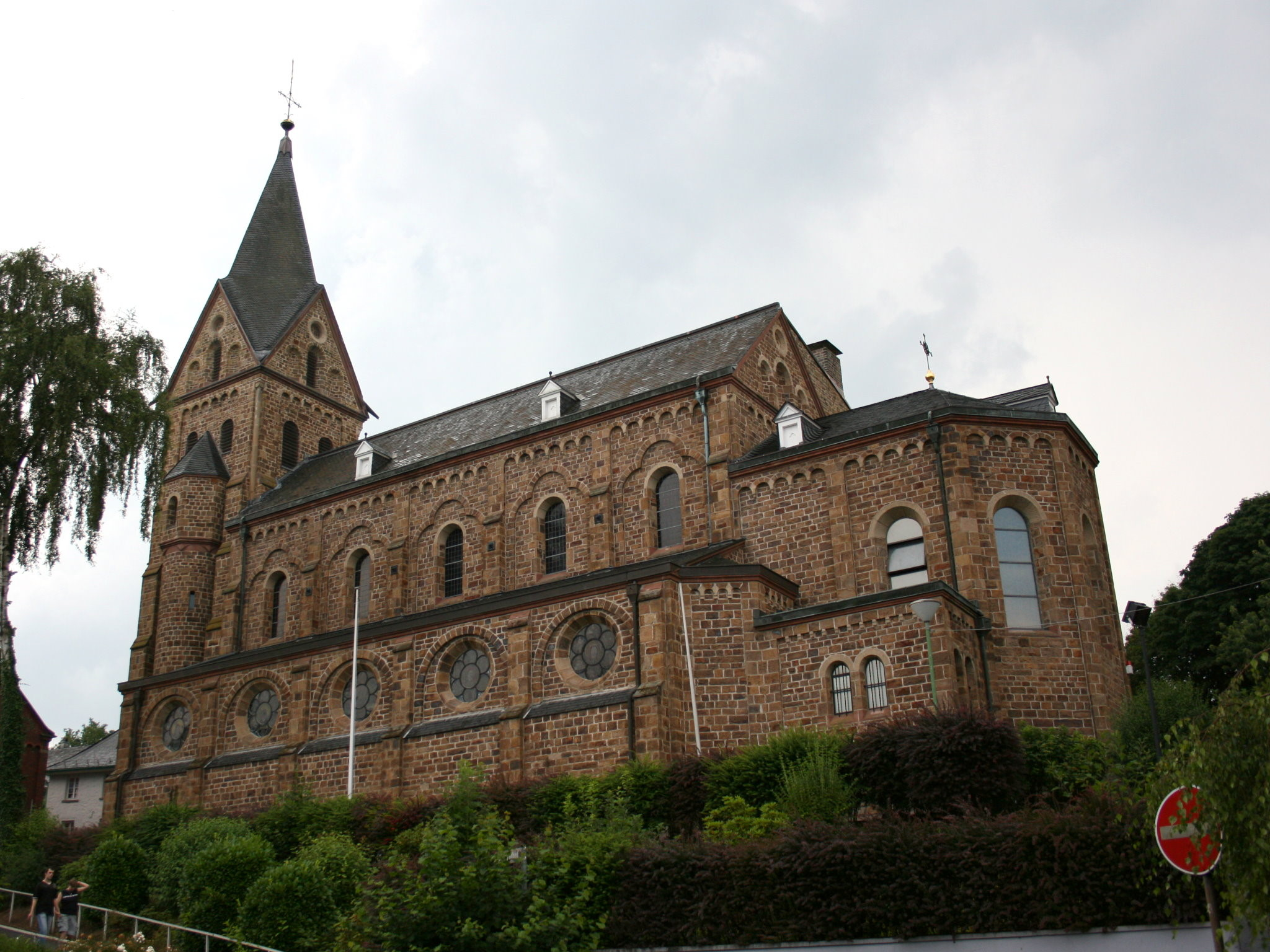
St. Mariä Himmelfahrt

Die römisch-katholische Pfarrkirche St. Mariä Himmelfahrt ist eine von drei großen Kirchenbauten in Hückeswagen im Oberbergischen Kreis. Die Grundsteinlegung erfolgte 1881.

## Lage
Die Kirche befindet sich an der Weierbachstraße in der Hückeswagener Altstadt. Die ist Teil eines Gebäudeensembles der katholischen Pfarrgemeinde, das neben der Kirche noch aus dem Pfarrhaus mit einem modernen Anbau besteht.

## Geschichte

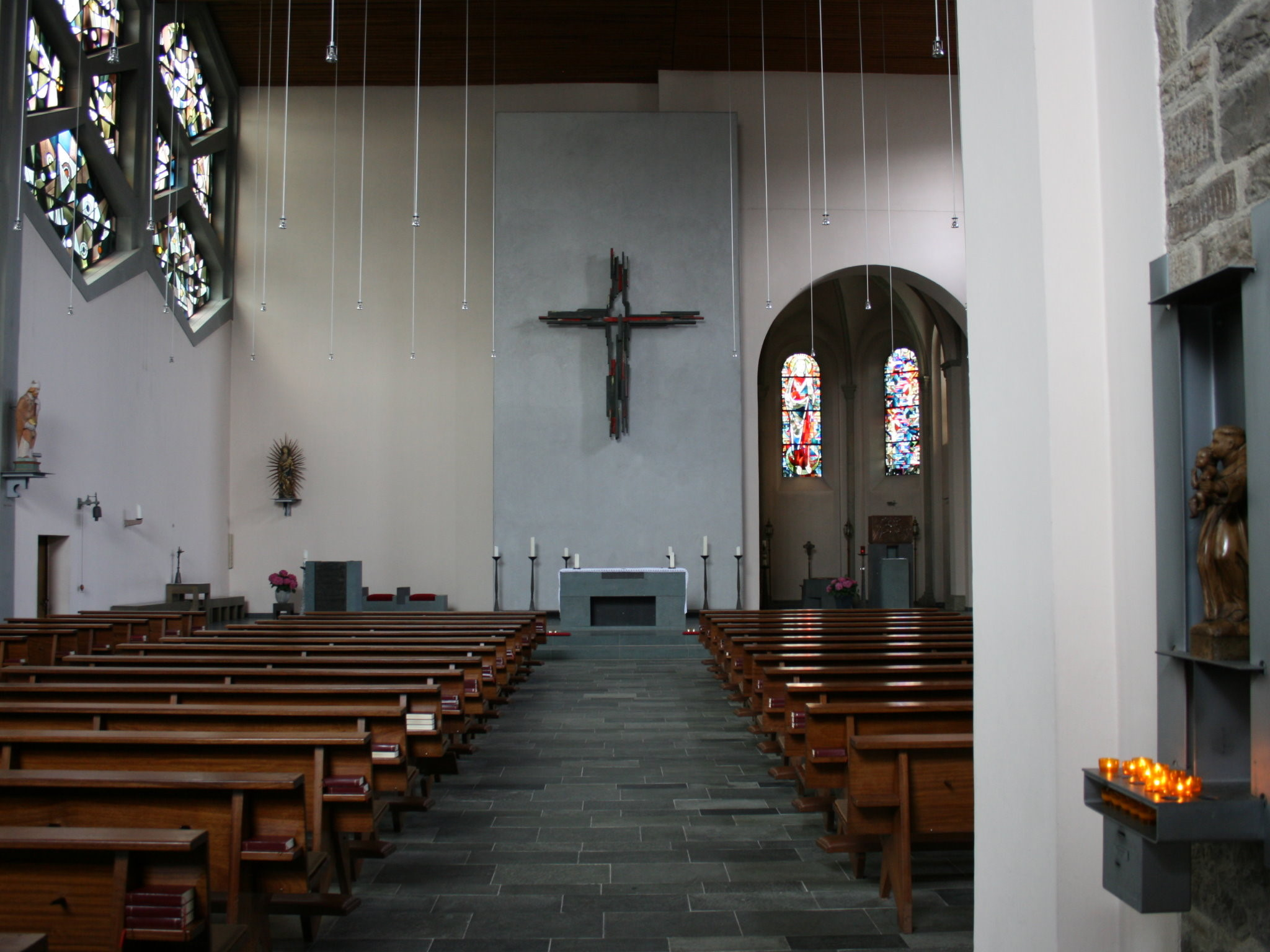
Altar

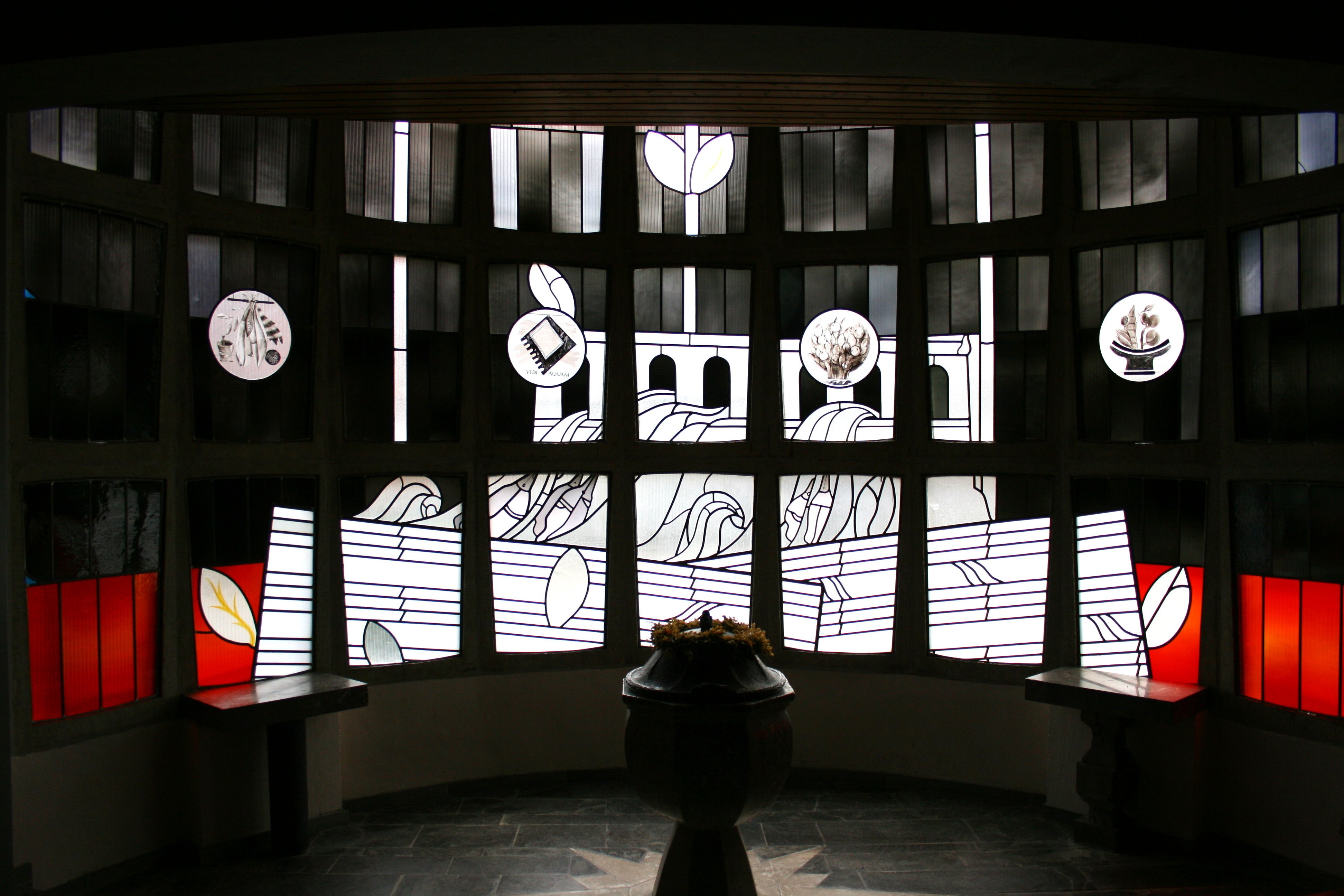
Taufbecken

Vor dem Bau der Kirche teilten sich die katholische und die evangelische Gemeinde von Hückeswagen die ehemalige St.-Nikolaus-Kirche, dem Vorgängerbau der Pauluskirche, bis 1674. Dann wurde der katholischen Gemeinde die Nutzung des damaligen Palas des Grafenschlosses als Gotteshaus gestattet. Pfarrer Johann Peter Heinrich Giesen (1797–1892), der in Stadt und Land auch „der Bettelpfarrer“ genannt wurde, schaffte es schließlich, die erforderlichen 94.000 Mark einzusammeln, so dass der Bau einer neuen Kirche beginnen konnte. Einen großen Anteil daran hatte auch eine „Wertsachenlotterie“, die alleine 36.013,88 Mark in die leeren Kassen der Gemeinde spülte. Am 7. Juni 1881 wurde der Grundstein für das Gotteshaus gelegt.
Bei der Festlegung des Baustils entschied man sich für eine so genannte Schiffkirche im Rundbogenstil, wobei als Vorbild die spätromanische St.-Nikolaus-Kirche in Wipperfürth diente. Die Steine des Fundamentes der Kirche stammten im Übrigen aus drei Hückeswagener Steinbrüchen; für das Außenmauerwerk nutzte man einen Bruch in Wipperfürth. Am 12. November 1882, also nur anderthalb Jahre nach der Grundsteinlegung, wurde dem neuromanischen Gotteshaus die kirchliche Weihe erteilt. Im Gedenken an Pfarrer Giesen wurde seine Grabplatte links neben dem Hauptportal angebracht.
Von 1957 bis 1959 wurde St. Mariä Himmelfahrt eine Parallelkirche, da eine Kirchenerweiterung notwendig geworden war. Das linke Seitenschiff wurde niedergerissen und mit einem Neubau versehen; der rechte Teil blieb bestehen.
In der Taufkapelle, (ehemals Apsis) sind drei Bleiglasfenster aus dem Jahr 1954 erhalten. Sie wurden von dem Osnabrücker Glasmaler Theo M. Landmann entworfen. Im mittleren Fenster ist „Maria, die Königin des Himmels“ dargestellt. Aus dem gleichen Jahr stammt die Tabernakelumkleidung, eine Treibarbeit in Kupfer, der Kölner Metallbildhauerin Eva Burgeff.
Bei der letzten Renovierung von 1996 bis 1997 wurde dann der Altarbereich neu gestaltet. Nicht ein Künstler, sondern das Architektenbüro Dahmen und Mertens aus Düsseldorf wurde beauftragt. Verwendet wurde ein Anröchter Dolomit aus dem Sauerland, der wesentliche Bestandteile wie Altar, Taufbecken oder Tresorvitrine umfasst. Vier zuvor schmucklose Rundfenster des Seitenschiffes wurden erneuert. Die Kolpingsfamilie stiftete ein Fenster zu Ehren von Adolph Kolping, eine in den Ruhestand gehende Schwester stiftete ein Fensterbildnis der Heiligen Agnes, hinzu kommen noch ein Fenster der Heiligen Cäcilia sowie ein Franziskus-Fenster. Diese vier neuen Fenster ergänzen das bereits bestehende Katharinenfenster, womit fünf bemalte Fenster heute das Seitenschiff zieren.

## Glocken
Ursprünglich wurden in den Turm drei Glocken von der Firma Claren aus Sieglar eingebaut. Diese wurden aber nach dem Zweiten Weltkrieg eingeschmolzen, und 1956 durch vier Bronzeglocken aus der Glockengießerei Petit & Gebr. Edelbrock, Gescher, ersetzt.
Die Disposition ist das sog. erweiterte Gloria-Motiv (im Glockenbuch „Christ ist erstanden“) mit den nominalen Schlagtönen e¹-9 (Marien-Glocke, 1250 kg), fis¹-9 (Michael-Glocke, 880 kg), a¹-9 (Joseph-Glocke, 470 kg) und h¹-8 (Gerarde-Glocke, 330 kg).